# موريس كوبر
موريس كوبر (بالإنجليزية: Maurice Cooper)‏ هو طيار بطل أيرلندي، ولد في 18 ديسمبر 1898 في دبلن في جمهورية أيرلندا، وتوفي في 2 أكتوبر 1918.